# Одеска областна филхармония
Одеската областна филхармония е сред най-големите концертни организации в Одеса, Украйна.
Тя е основана през 1931 г. През същата година официално е създаден нейният симфоничен оркестър. Филхармонията включва две зали: камерна зала и концертна зала. Филхармонията се помещава в сградата на Одеската фондова борса. Тя е държавна бюджетна организация, подчинена и субсидирана от Одеския областен съвет и държавната администрация на Одеска област.

## История
Одеската областна филхармония е наследник на редица обществени и публично-частни организации, които се занимават с модернизирането и организиране на културния живот в града и региона.
През 1842 г. по инициатива на Игнац Тедеско е създадено Одеското филхармонично дружество, което започва да провежда оркестрови концерти. През 1864 г. Пьотър Сокалски става съосновател на Дружеството на любителите на музиката, което също организира концерти.
През 1870 г. двете дружества се обединяват, образувайки Одеското музикално дружество, което през 1886 г. се слива с Одеския клон на Руско музикално общество, открито през 1884 година. Така започва редовното провеждане на симфонични събирания в града: през зимата – в залата на Градския театър, преустроен през 1887 г. (сега Одески национален академичен театър за опера и балет) и в новата сграда на Одеската борса, построена през 1899 г.; през лятото – в Градската градина и Александровския парк (сега Шевченковски парк).
През 1894 г. е създаден Одеският градски оркестър (сега Национален Одески филхармоничен оркестър), ставайки първият градски оркестър в Руската империя.
След Украинската война за незавимист, по време на НЕП, оркестърът свири под патронажа на Одеското филхармонично дружество, новосъздадено през 1924 – 1925 година. В първия концерт на новото дружество диригент е одеският (по-късно станал световноизвестен) Николай Малко. Програмата на оркестъра започва с 9-та симфония на Бетовен, а след година е добавена програма с модерна музика.
През 1937 г. е основана Държавната Одеска регионална филхармония (първоначално като клон на Харковската филхармония, след това като независима организация), към която са прехвърлени симфоничният оркестър и сградата на Одеската борса. Филхармонията получава монополното право да провежда турнета и комерсиални концерти на територията на града и региона, като в същото време осигурява работа на множество професионални музиканти и изпълнителски групи, изявяващи се в академични и естрадни жанрове.
След обявяването на независимостта на Украйна през 1991 г. и прехода към пазарна икономика, Филхармонията губи монополното си положение, а симфоничният оркестър става Национален Одески филхармоничен оркестър).

## Настояще
Творческият екип на Филхармонията включва вокалисти, инструменталисти, изпълнителски групи, майстори на естрадата, както и преподаватели и музиковеди. Редица творчески проекти и образователни програми се създават с усилията на артисти и редактори на Филхармонията. Особено място в работата на Филхармонията заема обучението на млади хора, провеждат се музикални кръжоци и неделни концерти за деца. Артистите от филхармонията често изнасят концерти в градове и села на Одеска област. Филхармонията продължава да си сътрудничи с Националния Одески филхармоничен оркестър, предоставяйки на оркестъра зала за репетиции и концерти. Творческата дейност на Филхармонията се допълва от широк кръг украински и чуждестранни гастролиращи артисти.
През последните години в Одеската филхармония се изявяват Камерен оркестър „Московски виртуози“, Камерен оркестър „Московия“, Национален оркестър за народни инструменти на Украйна, както и редица солисти.
Филхармонията участва в организирането и провеждането на международни фестивали и конкурси като „Бяла акация“, „Дунавска пролет“, „Два дни и две нощи на новата музика“, „Одеска китарна есен“, „Одески диалози“, „Рихтер-фест“, конкурс на пианисти в памет на Емил Гилелс, конкурс на цигулари „Давид Ойстрах“ и други.

## Сграда
От 1937 г. администрацията и концертната зала на Одеската филхармония се намират в сградата на Одеската борса. Сградата е официално призната за архитектурен и исторически паметник. Сградата е построена през 1899 г. в стила на венецианската Готика с елементи от Ренесанса (автор на проекта е Викентий Прохаска, архитект Олександр Бернардаци). Голямата концертна зала с повече от 1 000 места се счита за уникална по отношение на художествена украса и акустични свойства.

## Галерия
- Сграда на Одеската борса, 1900 година
- Интериор в сградата на Одеската борса, пощенска картичка от началото на XX век
- Интериор в сградата на Одеската борса, пощенска картичка от началото на XX век
- Съдебната зала
- Първа снимка на концертната зала в сградата на Одеската борса, 1899 г.
- Сграда на Одеската борса, 1942 г.
- Концертната зала, съвременен изглед
- Външна страна на прозорците на сградата
- Централен коридор на сградата

## Извори и литература
- ((uk)) Одеська обласна філармонія // Українська музична енциклопедія. Т. 4: [Н – О] / Гл. ред. Г. Скрипник. — Киев: ІМФЕ НАНУ, 2016. — с. 373.
- ((uk)) Вечерський В. В. Будинок Нової біржі в Одесі // Велика українська енциклопедія, електронна версія.
- ((uk)) Одеса. Нова біржа (1891, 1894-1899 рр.) // Блог Antique про архітектуру України
- ((ru)) Филармония (Новая купеческая биржа) Архив на оригинала от 2022-05-16 в Wayback Machine. // История Одессы и одесские истории